# Nederlands kampioenschap ijshockey
Hieronder volgt de Lijst van Nederlandse landskampioenen ijshockey (mannen). Sinds het seizoen 2015/16 wordt er om de nationale titel gestreden tussen de Nederlandse teams in de Central European Hockey League. Daarvoor was de Eredivisie het hoogste niveau van het Nederlandse mannenijshockey. Het kampioenschap wordt, net als de Beker van Nederland en de Ron Bertelingschaal (supercup), georganiseerd door IJshockey Nederland.

## Landskampioenen en bekerwinnaars
| Seizoen                                                                                          | Winnaar                        | Teams   |
| ------------------------------------------------------------------------------------------------ | ------------------------------ | ------- |
| 0                                                                                                |                                |         |
| 0                                                                                                |                                |         |
| 1945/46                                                                                          | HHIJC Den Haag                 | 3       |
| 1946/47                                                                                          | TIJSC Tilburg                  | 3       |
| 1947/48                                                                                          | HHIJC Den Haag                 | 4       |
|                                                                                                  |                                |         |
| 1949/50                                                                                          | IJsvogels Amsterdam            | 3       |
|                                                                                                  |                                |         |
| 1964/65                                                                                          | HIJS Hoky Den Haag             | 5       |
| 1965/66                                                                                          | HIJS Hoky Den Haag             | 5       |
| 1966/67                                                                                          | HIJS Hoky Den Haag             | 5       |
| 1967/68                                                                                          | HIJS Hoky Den Haag             | 5       |
| 1968/69                                                                                          | HIJS Hoky Den Haag             | 3       |
| 1969/70                                                                                          | SIJ Den Bosch                  | 4       |
| 1970/71                                                                                          | Tilburg Trappers               | 5       |
| 1971/72                                                                                          | Tilburg Trappers               | 10      |
| 1972/73                                                                                          | Tilburg Trappers               | 7       |
| 1973/74                                                                                          | Tilburg Trappers               | 6       |
| 1974/75                                                                                          | Tilburg Trappers               | 6       |
| 1975/76                                                                                          | Tilburg Trappers               | 8       |
| 1976/77                                                                                          | Feenstra Verwarming Heerenveen | 7       |
| 1977/78                                                                                          | Feenstra Verwarming Heerenveen | 6       |
| 1978/79                                                                                          | Feenstra Flyers Heerenveen     | 10      |
| 1979/80                                                                                          | Feenstra Flyers Heerenveen     | 10      |
| 1980/81                                                                                          | Feenstra Flyers Heerenveen     | 9       |
| 1981/82                                                                                          | Feenstra Flyers Heerenveen     | 8       |
| 1982/83                                                                                          | Feenstra Flyers Heerenveen     | 8       |
| 1983/84                                                                                          | Vissers Nijmegen               | 8       |
| 1984/85                                                                                          | Deko Builders Amsterdam        | 10      |
| 1985/86                                                                                          | Lada GIJS Groningen            | 9       |
| 1986/87                                                                                          | IJHC Rotterdam Panda's         | 8       |
| 1987/88                                                                                          | Spitman Nijmegen               | 8       |
| 1988/89                                                                                          | Gunco Panda's Rotterdam        | 8       |
| 1989/90                                                                                          | Gunco Panda's Rotterdam        | 8       |
| 1990/91                                                                                          | Peter Langhout Reizen Utrecht  | 7       |
| 1991/92                                                                                          | Pro Badge Utrecht              | 6       |
| 1992/93                                                                                          | Flame Guards Nijmegen          | 7       |
| 1993/94                                                                                          | Couwenberg Trappers Tilburg    | 10      |
| 1994/95                                                                                          | Couwenberg Trappers Tilburg    | 7       |
| 1995/96                                                                                          | CVT Keuken Trappers Tilburg    | 6       |
| 1996/97                                                                                          | Fulda Tigers Nijmegen          | 8       |
| 1997/98                                                                                          | Van Heumen Tigers Nijmegen     | 7       |
| 1998/99                                                                                          | Agio Huys Tigers Nijmegen      | 6       |
| 1999/00                                                                                          | Agio Huys Tigers Nijmegen      | 7       |
| 2000/01                                                                                          | Diamant Trappers Tilburg       | 6       |
| 2001/02                                                                                          | Boretti Tigers Amsterdam       | 5       |
| 2002/03                                                                                          | Boretti Tigers Amsterdam       | 5       |
| 2003/04                                                                                          | Amsterdam Bulldogs             | 4       |
| 2004/05                                                                                          | Amsterdam Bulldogs             | 6       |
| 2005/06                                                                                          | Hatulek Emperors Nijmegen      | 6       |
| 2006/07                                                                                          | Destil Trappers Tilburg        | 6       |
| 2007/08                                                                                          | Destil Trappers Tilburg        | 7       |
| 2008/09                                                                                          | HYS The Hague                  | 9       |
| 2009/10                                                                                          | Romijnders Devils Nijmegen     | 8       |
| 2010/11                                                                                          | HYS The Hague                  | 8       |
| 2011/12                                                                                          | Ruijters Eaters Geleen         | 9       |
| 2012/13                                                                                          | HYS The Hague                  | 7       |
| 2013/14                                                                                          | Destil Trappers Tilburg        | 7       |
| 2014/15                                                                                          | Destil Trappers Tilburg        | 5       |
| Vanaf seizoen 2015/16 wordt het landskampioenschap beslist in de Central European Hockey League. |                                |         |
| 2015/16                                                                                          | UNIS Flyers Heerenveen         | 10 (+6) |
| 2016/17                                                                                          | UNIS Flyers Heerenveen         | 10 (+4) |
| 2017/18                                                                                          | Hijs Hokij Den Haag            | 09 (+4) |
| 2018/19                                                                                          | AHOUD Devils Nijmegen          | 07 (+5) |
| 2019/20                                                                                          | UNIS Flyers Heerenveen         | 06 (+5) |
| 2020/21                                                                                          | Geen competitie ivm Covid-19   |         |
| 2021/22                                                                                          | Hijs Hokij Den Haag            | 13      |
| 2022/23                                                                                          | Hijs Hokij Den Haag            | 13      |
| 2023/24                                                                                          | UNIS Flyers Heerenveen         | 12      |
| 2024/25                                                                                          | UNIS Flyers Heerenveen         |         |

| Seizoen | Winnaar                        | Teams |
| ------- | ------------------------------ | ----- |
| 1937/38 | HHIJC Den Haag                 | 3     |
| 1938/39 | AIJHC Amsterdam                | 3     |
| 0       |                                |       |
| 0       |                                |       |
| 0       |                                |       |
|         |                                |       |
| 0       |                                |       |
|         |                                |       |
| 0       |                                |       |
| 0       |                                |       |
| 0       |                                |       |
| 0       |                                |       |
| 0       |                                |       |
| 0       |                                |       |
| 0       |                                |       |
| 0       |                                |       |
| 1972/73 | Tilburg Trappers               | 9     |
| 1973/74 | Tilburg Trappers               | 8     |
| 1974/75 | Tilburg Trappers               | 12    |
| 1975/76 | Tilburg Trappers               | 10    |
| 1976/77 | Feenstra Verwarming Heerenveen | 8     |
| 1977/78 | Feenstra Verwarming Heerenveen | 8     |
| 1978/79 | Feenstra Flyers Heerenveen     | 10    |
| 1979/80 | De Bisschop Amsterdam          | 10    |
| 1980/81 | Feenstra Flyers Heerenveen     | 9     |
| 1981/82 | Feenstra Flyers Heerenveen     | 8     |
| 1982/83 | Feenstra Flyers Heerenveen     | 8     |
| 1983/84 | Feenstra Flyers Heerenveen     | 8     |
| 1984/85 | Deko Builders Amsterdam        | 10    |
| 1985/86 | Eindhoven Kemphanen            | 9     |
| 1986/87 | IJHC Rotterdam Panda's         | 8     |
| 1987/88 | BP Flyers Heerenveen           | 8     |
| 1988/89 | Spitman Nijmegen               | 8     |
| 1989/90 | Gunco Panda's Rotterdam        | 8     |
| 1990/91 | Gunco Panda's Rotterdam        | 6     |
| 1991/92 | Agpo Trappers Tilburg          | 8     |
| 1992/93 | Meetpoint Eaters Geleen        | 8     |
| 1993/94 | Couwenberg Trappers Tilburg    | 4     |
| 1994/95 | Couwenberg Trappers Tilburg    | 4     |
| 1995/96 | Fulda Tigers Nijmegen          | 6     |
| 1996/97 | CVT Keukens Trappers Tilburg   | 8     |
| 1997/98 | Pelgrim Flyers Heerenveen      | 7     |
| 1998/99 | Agio Huys Tigers Nijmegen      | 6     |
| 1999/00 | Boretti Tigers Amsterdam       | 7     |
| 2000/01 | Diamant Trappers Tilburg       | 6     |
| 2001/02 | Formido Flyers Heerenveen      | 5     |
| 2002/03 | Boretti Tigers Amsterdam       | 5     |
| 2003/04 | Amsterdam Bulldogs             | 4     |
| 2004/05 | Amsterdam Bulldogs             | 6     |
| 2005/06 | Destil Trappers Tilburg        | 6     |
| 2006/07 | Amstel Tijgers Amsterdam       | 6     |
| 2007/08 | Destil Trappers Tilburg        | 7     |
| 2008/09 | Romijnders DAR Devils Nijmegen | 9     |
| 2009/10 | Ruijters Eaters Geleen         | 8     |
| 2010/11 | Destil Trappers Tilburg        | 7     |
| 2011/12 | HYS The Hague                  | 9     |
| 2012/13 | Destil Trappers Tilburg        | 14*   |
| 2013/14 | Destil Trappers Tilburg        | 10*   |
| 2014/15 | Destil Trappers Tilburg        | 5     |
| 2015/16 | UNIS Flyers Heerenveen         | 5     |
| 2016/17 | UNIS Flyers Heerenveen         | 9     |
| 2017/18 | Hijs Hokij Den Haag            | 8     |
| 2018/19 | AHOUD Devils Nijmegen          | 7     |
| 2019/20 | UNIS Flyers Heerenveen         | 6     |
| 2020/21 | Geen beker ivm Covid-19        |       |
| 2021/22 | Hijs Hokij Den Haag            |       |

## Landstitels per Club
Clubs in schuine tekst zijn inactief of opgeheven. Clubs in het vetgedrukt spelen nog steeds op het hoogste niveau in Nederland (CEHL).
| Club                 | Stad             | Titels | Seizoenen (1945-2024) |
| -------------------- | ---------------- | ------ | --- |
| Tilburg Trappers     | Tilburg          | 15     | 1946/47, 1970/71, 1971/72, 1972/73, 1973/74, 1974/75, 1975/76, 1993/94, 1994/95, 1995/96, 2000/01, 2006/07, 2007/08, 2013/14, 2014/15 |
| Hijs Hokij Den Haag  | Den Haag         | 13     | 1945/46, 1947/48,1964/65, 1965/66, 1966/67, 1967/68, 1968/69, 2008/09, 2010/11, 2012/13, 2017/18, 2021/22, 2022/23                    |
| Heerenveen Flyers    | Heerenveen       | 12     | 1976/77, 1977/78, 1978/79, 1979/80, 1980/81, 1981/82, 1982/83, 2015/16, 2016/17, 2019/20, 2023/24, 2024/25                            |
| Nijmegen Devils      | Nijmegen         | 9      | 1987/88, 1992/93, 1996/97, 1997/98, 1998/99, 1999/00, 2005/06, 2009/10, 2018/19                                                       |
| Amsterdam Tigers     | Amsterdam        | 4      | 1984/85, 2001/02, 2002/03, 2003/04, 2004/05                                                                                           |
| Rotterdam Panda's    | Rotterdam        | 3      | 1986/87, 1988/89, 1989/90 |
| Utrecht Dragons      | Utrecht          | 2      | 1990/91, 1991/92 |
| Amsterdam IJsvogels  | Amsterdam        | 1      | 1949/50 |
| Den Bosch Red Eagles | 's-Hertogenbosch | 1      | 1969/70 |
| GIJS Groningen       | Groningen        | 1      | 1985/86 |
| Geleen Eaters        | Sittard-Geleen   | 1      | 2011/12 |

## Ron Bertelingschaal
Sinds 2007 wordt als openingswedstrijd van het ijshockeyseizoen een wedstrijd gespeeld tussen de landskampioen en de bekerwinnaar (of de bekerfinalist, indien de dubbel is behaald). In 2014 en 2015 werd de tweekamp over twee wedstrijden beslist. De prijs is de Ron Bertelingschaal, vernoemd naar recordinternational Ron Berteling.

### Uitslagen
De bekerwinnaar (c.q. -finalist) heeft het recht van de thuiswedstrijd. De vet weergegeven club werd winnaar.
| Datum                 | Thuisteam                                        | Uitslag     | periodestanden              | Uitteam                                        |
| --------------------- | ------------------------------------------------ | ----------- | --------------------------- | ---------------------------------------------- |
| 29/09/2007            | Amstel Tijgers Amsterdam                         | 4-5         | 2-0, 2-3, 0-2               | Destil Trappers Tilburg                        |
| 04/10/2008            | Vadeko Flyers Heerenveen *                       | 1-9         | 0-2, 1-7, 0-0               | Destil Trappers Tilburg                        |
| 18/09/2009            | Romijnders Devils Nijmegen                       | 5-6         | 1-1, 3-4, 1-1               | HYS The Hague                                  |
| 19/09/2010            | Ruijters Eaters Geleen                           | 5-8         | 2-3, 2-3, 1-2               | Romijnders Devils Nijmegen                     |
| 25/09/2011            | Destil Trappers Tilburg                          | 6-4         | 0-1, 3-2, 3-1               | HYS The Hague                                  |
| 30/09/2012            | HYS The Hague                                    | 3-2 nv      | 1-1, 1-0, 0-1               | Ruijters Eaters Geleen                         |
| 29/09/2013            | Destil Trappers Tilburg                          | 2-3         | 0-0, 1-2, 1-1               | HYS The Hague                                  |
| 04/10/2014 05/10/2014 | Unis Flyers Heerenveen * Destil Trappers Tilburg | 2-4 3-2     | 0-0, 1-3, 1-1 1-1, 1-0, 1-1 | Destil Trappers Tilburg Unis Flyers Heerenveen |
| 18/09/2015 20/09/2015 | Unis Flyers Heerenveen * Destil Trappers Tilburg | 1-12 ** 8-2 | 0-3, 0-2, 1-7 1-1, 3-0, 4-1 | Destil Trappers Tilburg Unis Flyers Heerenveen |
| 25/09/2016            | Laco Eaters Geleen *                             | 4-3         | 1-1, 2-1, 1-1               | Unis Flyers Heerenveen                         |
| 24/09/2017            | Laco Eaters Geleen *                             | 4-3 np      | 2-0, 0-2, 1-1               | Unis Flyers Heerenveen                         |
| 22/09/2018            | Unis Flyers Heerenveen *                         | 3-1         | 2-0, 1-1, 0-0               | CAIROX Hijs Hokij Den Haag                     |
| 21/09/2019            | CAIROX Hijs Hokij Den Haag *                     | 4-3 nv      | 0-0, 1-2, 2-1               | Select 4-U Devils Nijmegen                     |

* als verliezend bekerfinalist
** Heerenveen speelde 'thuis' in de Elfstedenhal te Leeuwarden i.v.m. de verbouwing van thuisstadion Thialf.